# Район Кушониён
Район Кушониён, или Кушониёнский район (тадж. Ноҳияи Кӯшониён) — административный район в Хатлонской области Республики Таджикистан. Районный центр — посёлок городского типа Исмоили Сомони (бывший Октябрьск), расположенный в 15 км южнее города Бохтар.

## История
Административно-территориальное деление земель, прилегающих к административному центру Хатлонской области — городу Бохтар (до 2018 года — Курган-Тюбе), неоднократно менялось. До 1920 года здесь располагался Курган-Тюбинский амлок Курган-Тюбинского бекства Бухарского эмирата.
С установлением советской власти в Бухаре на его месте образован Курган-Тюбинский тюмень (туман) в составе Курган-Тюбинского вилайета Бухарской народной советской республики (с 1924 года — Таджикской АССР, с 1929 года — Курган-Тюбинского округа Таджикской ССР).
В 1930 году был образован Курган-Тюбинский район (республиканского подчинения) Таджикской ССР с административным центром в городе Курган-Тюбе.
7 марта 1936 года Постановлением ЦИК СССР часть Курган-Тюбинского района была передана во вновь сформированный Октябрьский район (центр — кишлак Октябрьск.
В 1939—1944 и 1947—1951 годах Курган-Тюбинский район входил в состав Сталинабадской области, а в 1944—1947 — Курган-Тюбинской.
16 марта 1959 года, согласно Указу Президиума Верховного Совета Таджикской ССР, Курган-Тюбинский районный Совет вошёл в состав Курган-Тюбинского городского Совета (26 ноября того же года туда же вошёл и упразднённый Октябрьский район).
4 января 1963 года Курган-Тюбинский район был образован вновь (с центром в городе Курган-Тюбе), а в январе 1965 года район переименован в Вахшский.
7 января 1966 года центр Вахшского района перенесён в посёлок городского типа Вахш, а город Курган-Тюбе стал центром появившегося в третий раз Курган-Тюбинского района (с 1977 года — Курган-Тюбинской области).
17 октября 1980 года образован Коммунистический район, в состав которого вошли территория Курган-Тюбинского района и ставший новым райцентром посёлок Октябрьск из Вахшского района.
8 сентября 1988 года Коммунистический район вошёл в состав новой Хатлонской области (в 1990—1992 годах возвращался в восстановленную Курган-Тюбинскую область).
12 марта 1992 года Коммунистический район был переименован в Бохтарский район в память об исторической области Бактрия, а в 1998 году районный центр Октябрьск переименован в посёлок Исмоили Сомони. 20 января 2018 года Бохтарский район переименован в Кушониёнский район.

## География
Площадь района составляет 1101,4 км². Район расположен в долине реки Вахш. На севере граничит с районом Абдурахмана Джами, на востоке — с Левакандским и Вахшским районами, на западе — с Хуросонским районом Хатлонской области.

## Население
Население по оценке на 1 января 2015 года составляет 220 200 человек, в том числе городское (в посёлках Исмоили Сомони (7800), Бохтариён (6700), Бустонкала (4300)) — 8,5% или 18 800 человек.
| Численность населения | Численность населения | Численность населения | Численность населения | Численность населения | Численность населения | Численность населения | Численность населения |
| 1939                  | 2003                  | 2004                  | 2005                  | 2006                  | 2007                  | 2008                  | 2009                  |
| --------------------- | --------------------- | --------------------- | --------------------- | --------------------- | --------------------- | --------------------- | --------------------- |
| 30 913                | ↗189 300              | ↗194 500              | ↗198 900              | ↗203 300              | ↗209 100              | ↗215 500              | ↗220 500              |
| 2019                  | 2020                  | 2021                  | 2022                  |                       |                       |                       |                       |
| ↗240 500              | ↗245 900              | ↗255 700              | ↗260500               |                       |                       |                       |                       |

## Административно-территориальное деление
В состав района Кушониён входят 3 посёлка городского типа и 5 сельских общин (тадж. ҷамоат).
| Административно-территориальное деление Бохтарского района |           |
| Сельская община                                            | Население |
| Исмоили Сомони, пгт                                        | 6703      |
| Бохтариён, пгт                                             | 3318      |
| Бустонкала, пгт                                            | 2518      |
| Авангард                                                   | 56 308    |
| Заргар                                                     | 39 517    |
| Калинин                                                    | 26 029    |
| Мехнатабад                                                 | 25 955    |
| Навбахор                                                   | 13 091    |

Главой правительства и Главой Бохтарского района является Председатель Хукумата, который назначается Президентом Республики Таджикистан. Законодательный орган Бохтарского района — Маджлис народных депутатов, который избирается всенародно на 5 лет.

## Экономика
Имеется совхоз имени Куйбышева Курган-Тюбинского района Таджикской ССР (ныне — совхоз имени Файзали Саидова Кушониёнского района).